# Calogero Bagarella
Calogero Bagarella (pronunție în italiană [kaˈlɔːdʒero baɡaˈrɛlla]; n. 14 ianuarie 1935, Corleone, Sicilia, Regatul Italiei – d. 10 decembrie 1969, Palermo, Italia) a fost un criminal italian și membru al Mafiei siciliene. El era din orașul Corleone și aparținea clanului mafiot Corleonesi.

## Biografie
Calogero Bagarella s-a născut în Corleone într-o familie de Mafiosi care a oferit Cosa Nostra diverși afiliați. A fost al doilea fiu al lui Salvatore Bagarella și Lucia Mondello, care s-au mutat în orașul Corleone după căsătorie. Această uniune a produs șase copii, care, în afară de Calogero, au inclus Giuseppe, Leoluca, Antonietta și Maria Giovanna.
Crimele legate de mafie.
Fratele lui Calogero, Giuseppe avea să întâlnească în cele din urmă aceeași soartă, murind în închisoare în 1972. Mama sa a fost astfel obligată să lucreze de acasă pentru a sprijini familia, în timp ce copiii mergeau la școală. De băiat, Calogero a lucrat la o fabrică cu prietenul său din copilărie Bernardo Provenzano, dar abia a reușit să câștige suficient pentru a duce puțină făină acasă familiei sale.